# Хенераль-Бельграно (муниципалитет)
Муниципалитет Хенераль-Бельграно  (исп. Partido de General Belgrano) — муниципалитет в Аргентине в составе провинции Буэнос-Айрес.
Территория — 1870 км². Население — 17365 человек. Плотность населения — 9,30 чел./км².
Административный центр — Хенераль-Бельграно.

## География
Департамент расположен в центральной части провинции Буэнос-Айрес.
Департамент граничит:
- на северо-западе — c муниципалитетом Роке-Перес
- на севере — с муниципалитетом Монте
- на северо-востоке — с муниципалитетом Хенераль-Пас
- на востоке — с муниципалитетом Часкомус
- на юге — с муниципалитетом Пила
- на юго-западе — с муниципалитетом Лас-Флорес

## Важнейшие населенные пункты[2]
| № | Населённый пункт   | Населённый пункт (исп.) | Категория | Население чел. (2010) | На карте                        |
| - | ------------------ | ----------------------- | --------- | --------------------- | ------------------------------- |
| 1 | Хенераль-Бельграно | General Belgrano        | город     | 15394                 | 35°46′07″ ю. ш. 58°29′35″ з. д. |
| 2 | Горчс              | Gorchs                  | поселок   | 338                   | 35°40′19″ ю. ш. 58°57′32″ з. д. |